# Chaetodon melannotus
Poisson-papillon à dos noir, Chétodon à dos noir
Espèce
Statut de conservation UICN

 LC  : Préoccupation mineure
Chaetodon melannotus, communément nommé Poisson-papillon à dos noir ou Chétodon à dos noir, est une espèce de poisson marin de la famille des Chaetodontidae.
Le Poisson-papillon à dos noir est présent dans les eaux tropicales de la région Indo/ ouest Pacifique, Mer Rouge incluse.
Sa taille maximale est de 18 cm.